# 施語庭
施語庭（1996年6月25日—），台灣創作女歌手，2015年加入伊林娛樂正式出道，多次參加各式電視節目錄製，累積不少粉絲數；2020年與馬來西亞網紅西西歪結婚，開始經營個人頻道，累積5萬訂閱數，兩人於2022年3月離婚；2021年加入MP魔幻力量團長凱開創立的音樂廠牌-硬搞娛樂持續至今。

## 簡歷
台北出生的施語庭，在校時期就在歌唱的領域展現自己的才華，不論是高中或大學都曾多次參加校內舉辦的校唱比賽並獲獎，2015年因創作才能及傲人身材，簽入了全方位經營的經紀公司伊林娛樂，開始參加各式節目錄製及演出。
2016年，參加由B2 Studio製作、中天綜合台首播的選秀實境節目《超強17練習生》止步於八強；2017年加入麻辣天后宮擔任嬪妃班底；2019年參加台灣音樂類選秀綜藝節目《聲林之王》，創作歌曲《GREEN》獲得林宥嘉、徐佳瑩、蕭敬騰等節目導師讚賞，止步於第10集的合作積分賽，並於同年離開了伊林娛樂。
2020年與馬來西亞網紅西西歪宣布結婚，兩人多次在社群甜蜜放閃，語庭也開始經營頻道，發布多首cover歌曲-八三夭《規則就是用來打破的》、蔡健雅《紅色高跟鞋》、鄧紫棋《倒數》等，獲得更多粉絲的關注。2022年兩人於社群平台上宣布離婚，退回朋友關係。
2021年4月加入由MP魔幻力量前團長凱開創立的硬搞娛樂，2021年發行了《GREEN》，之後於2022年發行多首創作單曲《過渡期》、《我就當你死了》、《騎樓》，並開始受邀出席各項演出機會。2022年8月擔任八三夭「顛倒世界 巡迴演唱會」小巨蛋演唱會暖場嘉賓，首次站上小巨蛋演出，並於2022年12月31日，首次受邀出席西螺跨年演出。
2023年2月14日情人節發行最新暖心單曲《餘人節快樂》，更邀請了最美里長陳紫渝、八三夭霸天擔綱演出，創下20萬累積點閱。同年2月25日受邀參與台中音樂節《浮現祭2023》演出。

## 單曲
| 單曲 # | 單曲資料                                                            |
| ------ | ------------------------------------------------------------------- |
| 1st    | 《和以前一樣》 - 發行日期：2021年7月9日 - 語言：國語                |
| 2nd    | 《GREEN》 - 發行日期：2021年8月10日 - 語言：國語                    |
| 3rd    | 《情話綿綿 (feat. 大成)》 - 發行日期：2021年11月16日 - 語言：國語   |
| 4th    | 《過渡期》 - 發行日期：2022年5月10日 - 語言：國語                   |
| 5th    | 《我就當你死了》 - 發行日期：2022年6月28日 - 語言：國語             |
| 6th    | 《騎樓》 - 發行日期：2022年9月27日 - 語言：國語                     |
| 7th    | 《餘人節快樂》 - 發行日期：2023年2月14日 - 語言：國語               |
| 8th    | 《斷捨離》 - 發行日期：2023年4月14日 - 語言：國語                   |
| 9th    | 《親愛的你不醜》 - 發行日期：2023年10月10日 - 語言：國語            |
| 10th   | 《文案》 - 發行日期：2023年12月19日 - 語言：國語                    |
| 11th   | 《在太陽落下之前我們私奔吧》 - 發行日期：2024年1月22日 - 語言：國語 |
| 12th   | 《等雨停的時候》 - 發行日期：2024年1月30日 - 語言：國語             |

## 外部連結
- 施語庭的Facebook專頁
- 施語庭的Instagram帳戶
- YouTube上的硬搞娛樂頻道
- YouTube上的施語庭頻道